# Csehország az Eurovíziós Dalfesztiválokon
Csehország eddig tizenhárom alkalommal vett részt az Eurovíziós Dalfesztiválon.
A cseh műsorsugárzó a Česká Televize, amely 1993-ban lett tagja az Európai Műsorsugárzók Uniójának, és 2007-ben csatlakozott a versenyhez.

## Története

### Évről évre
Csehország már a 2005-ös versenyre is jelentkezett, de pénzügyi okok miatt nem indult. Végül a nagyobb európai országok közül utolsóként, 2007-ben csatlakozott a versenyhez, de nem túl sok sikerrel. Egyszer sem tudtak a döntőbe jutni. 2007-ben az elődöntőben mindössze egy ponttal egy egyedülálló huszonnyolcadik helyen végeztek. A következő évben kilenc ponttal az utolsó előtti helyen zártak, a magyar Csézy előtt, majd 2009-ben ismét az elődöntő utolsó helyén végeztek, ráadásul ekkor nulla ponttal. 2009 nyarán a cseh tévé programigazgatója bejelentette, hogy nem neveznek a 2010-es versenyre.

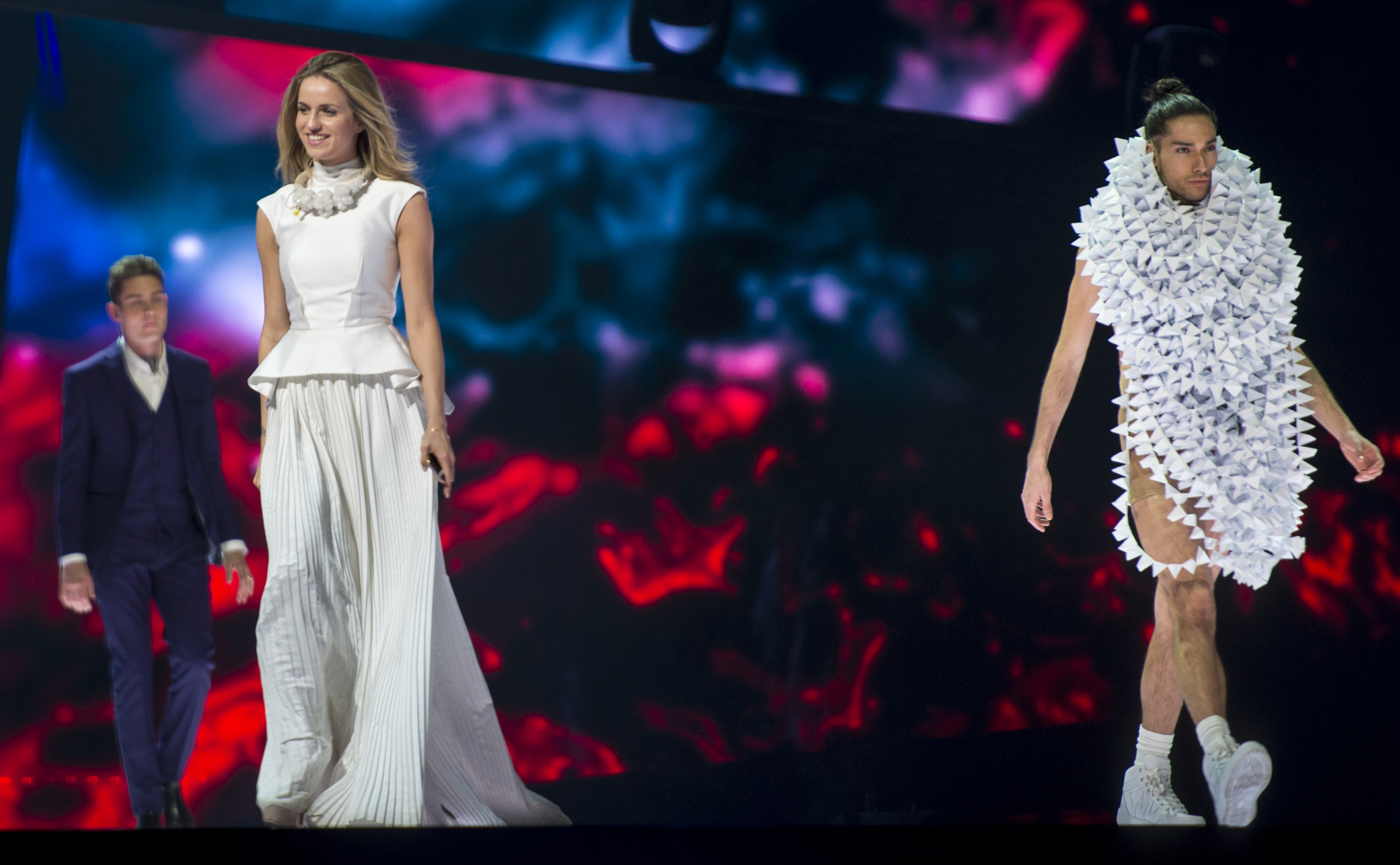
Gabriela Gunčíková, az ország első döntőse a 2016-os bevonuláson.

Csehország öt év szünet után tért vissza a versenybe, a 2015-ös Eurovíziós Dalfesztiválra. Ekkor tizenharmadikok lettek az elődöntőben. Négy sikertelen év után 2016-ban első alkalommal a cseh résztvevő, Gabriela Gunčíková továbbjutott a döntőbe, ahol utolsó előtti helyen végzett. Az énekesnő csak a zsűri szavazás alatt kapott pontot, a nézőknél utolsó helyen zárt 0 ponttal. Az ezt követő évben ismét kiestek az elődöntőben. 2018-ban Mikolas Joseffel elérték eddigi legjobb eredményüket, hatodik helyen zárták a döntőt. 2019-ben a Lake Malawi, akik a magyar szakmai zsűritől maximális pontot kaptak, a tizenegyedik helyen végzett a döntőben. 
2020-ban Benny Christo képviselte volna az országot, azonban március 18-án az Európai Műsorsugárzók Uniója bejelentette, hogy 2020-ban nem tudják megrendezni a versenyt a COVID–19-koronavírus-világjárvány miatt. A cseh műsorsugárzó jóvoltából végül újabb lehetőséget kapott az ország képviseletére a következő évben. A korábbi sikerek ellenére az énekesnek végül nem sikerült továbbjutnia a döntőbe, összesítésben a tizenötödik helyen végzett, és egyedül a zsűri szavazáson tudott pontot gyűjteni, a nézőknél utolsó helyen zárt 0 ponttal. A következő évben azonban bejutottak a döntőbe, és a huszonkettedik helyezettek lettek. 2023-ban a Vesna megszerezte az ország második legjobb helyezését, tizedikek lettek a döntőben. 2024-ben ismét nem jutottak tovább a döntőbe, azonban 6 pont választotta el az országot képviselő Aikot a továbbjutástól. A következő évben Adonxs sem kvalifikálta magát a döntőbe, tizenkettedik helyen zárta az elődöntőt.

### Nyelvhasználat
A nyelvhasználatot korlátozó szabály 1999-ig volt érvényben, vagyis Csehország 2007-es debütálásakor már szabadon megválaszthatták az indulók, hogy milyen nyelvű dallal neveznek.
Csehország eddigi tizenhárom versenydalából egy cseh nyelvű, tíz angol nyelvű, két kevert nyelvű: egy angol és cigány, egy pedig négy nyelvet megszólaltató (angol, cseh, ukrán, és bolgár) többnyelvű dal volt.
2021-es daluk tartalmazott néhány mondatot cseh nyelven is.

### Nemzeti döntő
A 2007-es nemzeti döntőt, melynek neve "Eurosong" volt, kilenc előadó részvételével rendezték, akik közül a nézők telefonos szavazás segítségével választották ki a győztest. 2008-ban hasonló nemzeti válogatót tartottak, tíz előadó részvételével.
2009-ben a cseh tévé kérte fel a szereplésre a Gipsy.cz nevű együttest, és két daluk közül a nézők választották ki az indulót.

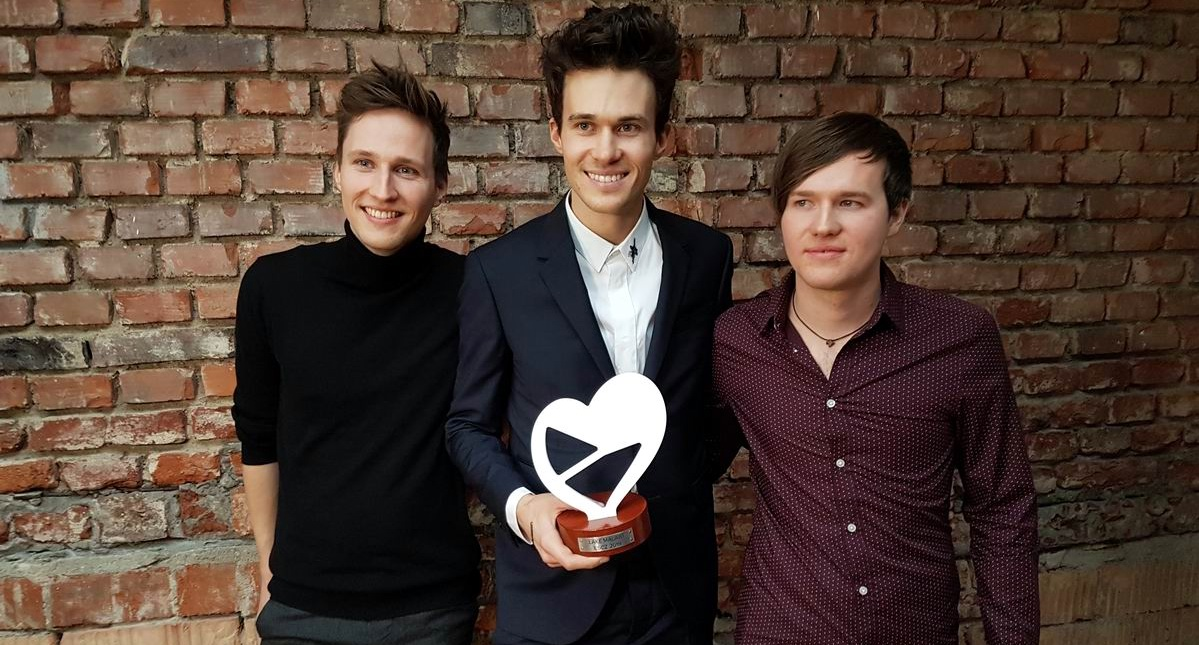
A Lake Malawi, a 2019-es cseh döntő győztese

2015-ben a cseh tévé egy belső zsűri segítségével választották ki a bécsi indulót. Neves cseh zenészeket kértek fel a feladatra, hogy írjanak öt dalt, melyek közül a legjobb bizonyíthatott Ausztriában. Ezt a rendszert egészen 2017-ig használták.
A cseh nemzeti döntő a 2018 óta a Eurovision Song CZ nevet viseli. Először 2018-ban és 2019-ben még online döntőként tartották meg. A következő évben már egy rendezvényközpontból élő közvetítéssel lett volna sugározva a műsor, ám végül harmadjára is online döntőként rendezték meg a műsort. 2021-ben nem rendeztek döntőt, hiszen a 2020-as képviselőjük új lehetőséget kapott a műsorszolgáltatótól, miután elmaradt a verseny a Covid19-pandémia miatt. 2022 és 2024 között ismételten ezzel a műsorral választották ki dalukat a versenyre. 2025-től kezdve már nem rendezik meg a dalválasztó műsort, helyette belső kiválasztást alkalmaznak.

## Résztvevők
| Év   | Előadó                            | Dal                | Magyar fordítás        | Döntő                   | Pontszám                | Elődöntő           | Pontszám           |
| ---- | --------------------------------- | ------------------ | ---------------------- | ----------------------- | ----------------------- | ------------------ | ------------------ |
| 2007 | Kabát                             | Malá dáma          | Kis hölgy              | Nem jutott be a döntőbe | Nem jutott be a döntőbe | 28.                | 1                  |
| 2008 | Tereza Kerndlová                  | Have Some Fun      | Érezd jól magad!       | Nem jutott be a döntőbe | Nem jutott be a döntőbe | 18.                | 9                  |
| 2009 | Gipsy.cz                          | Aven Romale        | Gyerünk, romák!        | Nem jutott be a döntőbe | Nem jutott be a döntőbe | 18.                | 0                  |
|      |                                   |                    |                        |                         |                         |                    |                    |
| 2015 | Marta Jandová & Václav Noid Bárta | Hope Never Dies    | A remény sosem hal meg | Nem jutott be a döntőbe | Nem jutott be a döntőbe | 13.                | 33                 |
| 2016 | Gabriela Gunčíková                | I Stand            | Állok                  | 25.                     | 41                      | 9.                 | 161                |
| 2017 | Martina Bárta                     | My Turn            | Én jövök               | Nem jutott be a döntőbe | Nem jutott be a döntőbe | 13.                | 83                 |
| 2018 | Mikolas Josef                     | Lie to Me          | Hazudj nekem           | 6.                      | 281                     | 3.                 | 232                |
| 2019 | Lake Malawi                       | Friend of a Friend | Egy barát barátja      | 11.                     | 157                     | 2.                 | 242                |
| 2020 | Benny Cristo                      | Kemama             | —                      | Elmaradt a verseny      | Elmaradt a verseny      | Elmaradt a verseny | Elmaradt a verseny |
| 2021 | Benny Cristo                      | Omaga              | Ó Istenem!             | Nem jutott be a döntőbe | Nem jutott be a döntőbe | 15.                | 23                 |
| 2022 | We Are Domi                       | Lights Off         | Lekapcsolni a lámpát   | 22.                     | 38                      | 4.                 | 227                |
| 2023 | Vesna                             | My Sister’s Crown  | A nővérem koronája     | 10.                     | 129                     | 4.                 | 110                |
| 2024 | Aiko                              | Pedestal           | Talapzat               | Nem jutott be a döntőbe | Nem jutott be a döntőbe | 11.                | 38                 |
| 2025 | Adonxs                            | Kiss Kiss Goodbye  | Csók, csók, viszlát    | Nem jutott be a döntőbe | Nem jutott be a döntőbe | 12.                | 29                 |

## Szavazástörténet

### 2007–2025
| Hely | Ország        | Pont |
| ---- | ------------- | ---- |
| 1.   | Izrael        | 71   |
| 2.   | Svédország    | 54   |
| 3.   | Azerbajdzsán  | 53   |
| 4.   | Finnország    | 53   |
| 5.   | Örményország  | 49   |
| 6.   | Szerbia       | 46   |
| 7.   | Izland        | 44   |
| 8.   | Portugália    | 43   |
| 9.   | Lengyelország | 40   |
| 10.  | Ausztrália    | 36   |

| Hely | Ország        | Pont |
| ---- | ------------- | ---- |
| 1.   | Izrael        | 67   |
| 2.   | Spanyolország | 59   |
| 3.   | Finnország    | 55   |
| 4.   | Izland        | 52   |
| 5.   | Észtország    | 51   |
| 6.   | Belgium       | 47   |
| 7.   | Portugália    | 46   |
| 8.   | Horvátország  | 46   |
| 9.   | Ausztria      | 39   |
| 10.  | Lengyelország | 39   |

Csehország még sosem kapott pontot az elődöntőben a következő országoktól: Andorra, Szlovákia és Ukrajna
Csehország még sosem adott pontot az elődöntőben a következő országoknak: Luxemburg és Szlovákia
| Hely | Ország             | Pont |
| ---- | ------------------ | ---- |
| 1.   | Ukrajna            | 142  |
| 2.   | Svédország         | 100  |
| 3.   | Örményország       | 67   |
| 4.   | Azerbajdzsán       | 60   |
| 5.   | Oroszország        | 58   |
| 6.   | Izrael             | 57   |
| 7.   | Portugália         | 47   |
| 8.   | Olaszország        | 40   |
| 9.   | Egyesült Királyság | 39   |
| 10.  | Moldova            | 39   |

| Hely | Ország       | Pont |
| ---- | ------------ | ---- |
| 1.   | Izland       | 32   |
| 2.   | Svédország   | 31   |
| 3.   | Finnország   | 30   |
| 4.   | Szlovénia    | 29   |
| 5.   | Horvátország | 29   |
| 6.   | Ausztria     | 27   |
| 7.   | Ukrajna      | 24   |
| 8.   | Magyarország | 22   |
| 9.   | Izrael       | 21   |
| 10.  | Norvégia     | 20   |

Csehország még sosem kapott pontot a döntőben a következő országtól: Spanyolország
Csehország még sosem adott pontot a döntőben a következő országoknak: Luxemburg, Montenegró és San Marino

## Háttér
| Év        | Rendező                                          | Kommentátor                                                 | Pontbejelentő                                    |
| --------- | ------------------------------------------------ | ----------------------------------------------------------- | ------------------------------------------------ |
| 2007      | Helsinki                                         | Kateřina Kristelová                                         | Andrea Savane                                    |
| 2008      | Belgrád                                          | Kateřina Kristelová                                         | Petra Šubrtová                                   |
| 2009      | Moszkva                                          | Jan Rejžek                                                  | Petra Šubrtová                                   |
| 2010–2014 | Nem vettek részt és nem közvetítették a versenyt | Nem vettek részt és nem közvetítették a versenyt            | Nem vettek részt és nem közvetítették a versenyt |
| 2015      | Bécs                                             | Aleš Háma                                                   | Daniela Písařovicová                             |
| 2016      | Stockholm                                        | Libor Bouček                                                | Daniela Písařovicová                             |
| 2017      | Kijev                                            | Libor Bouček                                                | Radka Rosická                                    |
| 2018      | Lisszabon                                        | Libor Bouček                                                | Radka Rosická                                    |
| 2019      | Tel-Aviv                                         | Libor Bouček                                                | Radka Rosická                                    |
| 2021      | Rotterdam                                        | Jan Maxián és Albert Černý                                  | Taťána Kuchařová                                 |
| 2022      | Torino                                           | Jan Maxián                                                  | Taťána Kuchařová                                 |
| 2023      | Liverpool                                        | Jan Maxián                                                  | Radka Rosická                                    |
| 2024      | Malmö                                            | Vašek Matějovský, Patricie Kaňok Fuxová és Dominika Hašková | Radka Rosická                                    |
| 2025      | Bázel                                            | Ondřej Cikán és Aiko                                        | Radka Rosická                                    |

## Díjak

### ESC Radio Awards
| Kategória            | Év   | Előadó        | Dal       | Eredmény az Eurovízión | Eredmény az Eurovízión | Helyszín  |
| Kategória            | Év   | Előadó        | Dal       | Helyezés               | Pontszám               | Helyszín  |
| -------------------- | ---- | ------------- | --------- | ---------------------- | ---------------------- | --------- |
| Legjobb dal          | 2018 | Mikolas Josef | Lie to Me | 6.                     | 281                    | Lisszabon |
| Legjobb férfi előadó | 2018 | Mikolas Josef | Lie to Me | 6.                     | 281                    | Lisszabon |

## Galéria

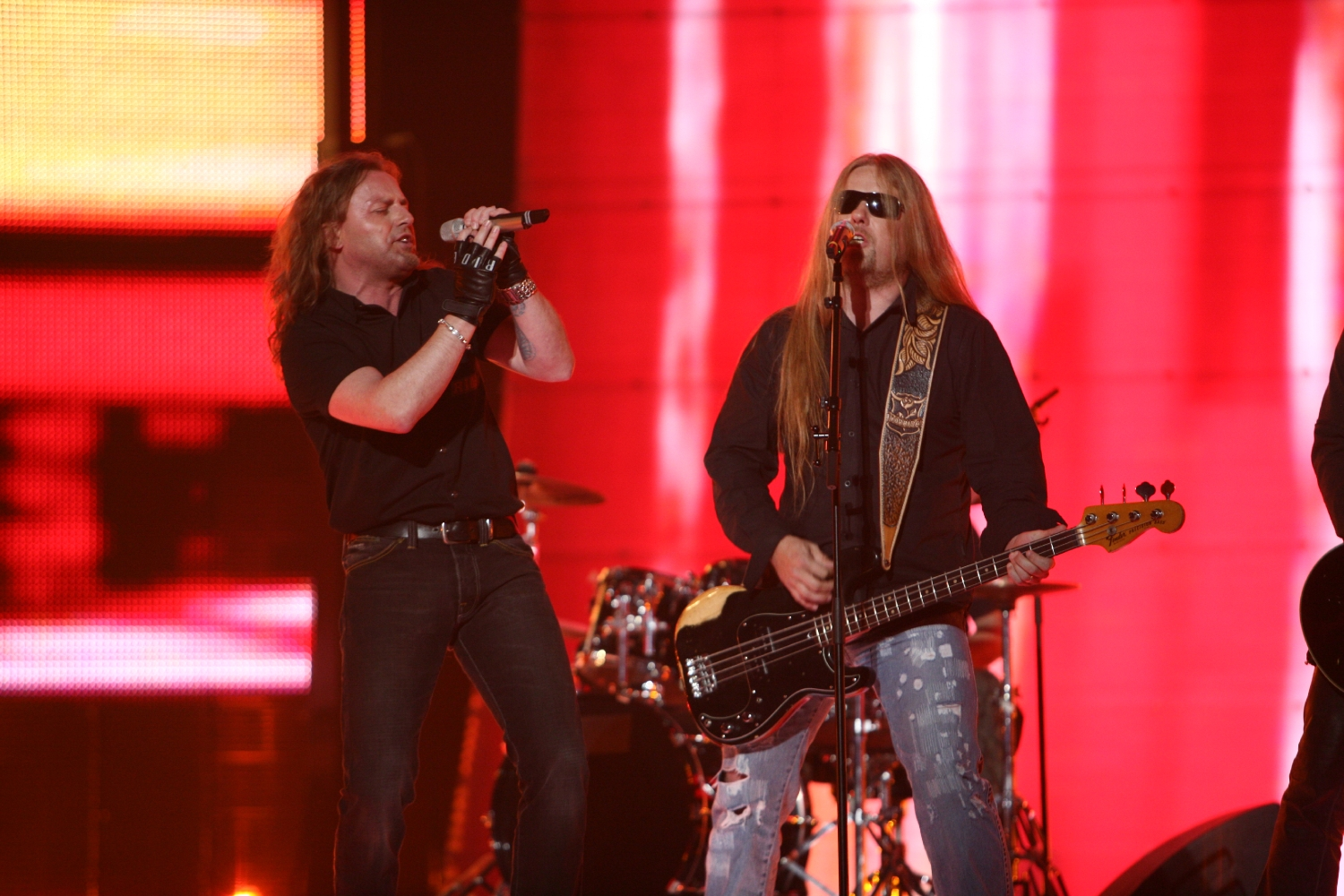
Kabát Helsinkiben (2007)
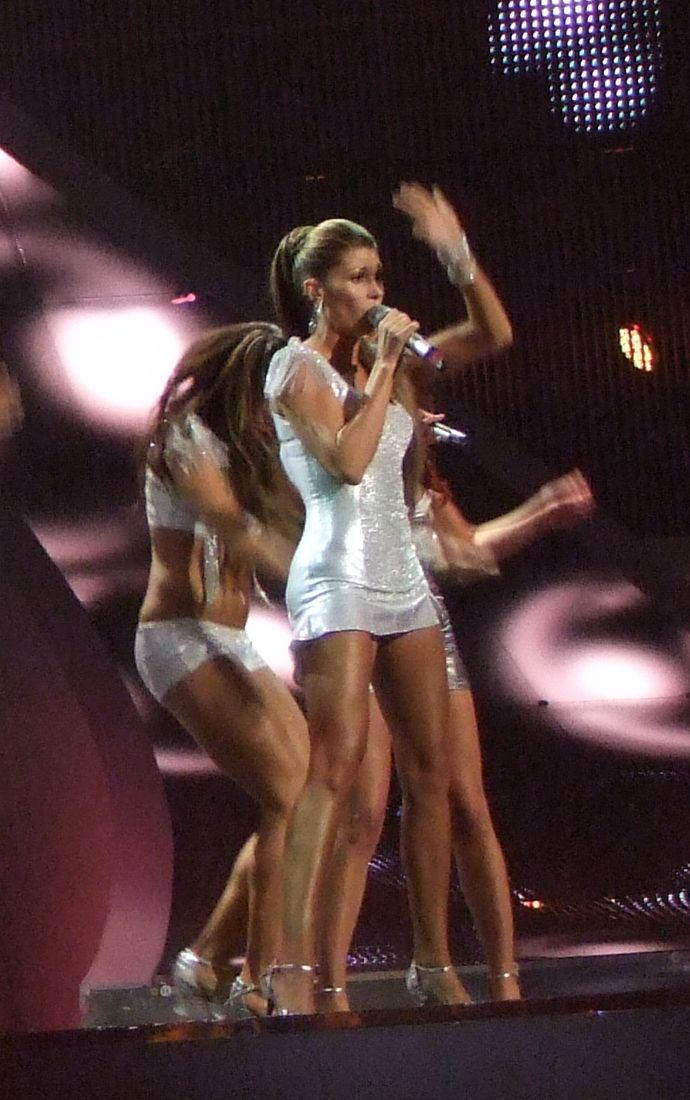
Tereza Kerndlová Belgrádban (2008)
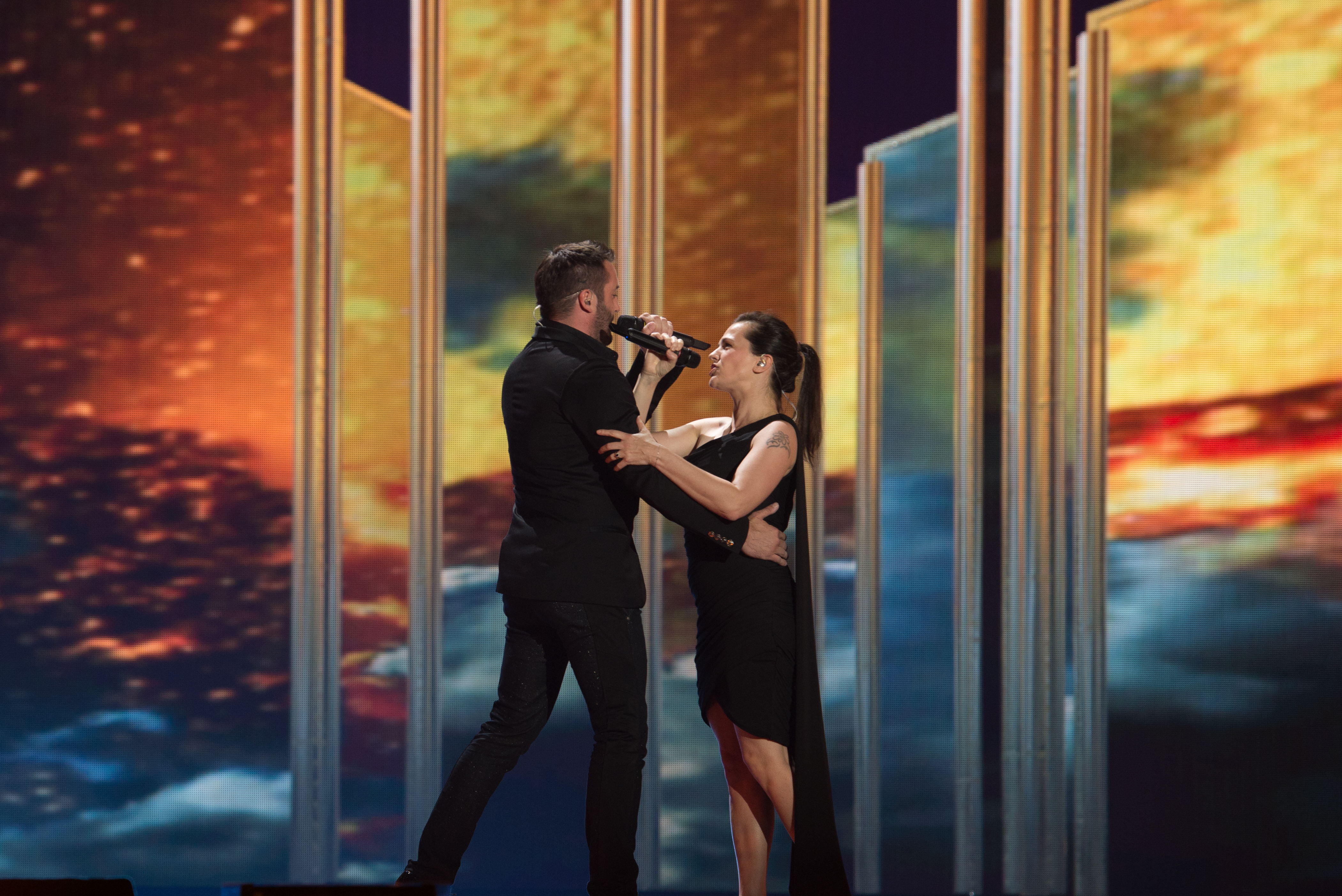
Marta Jandová & Václav Noid Bárta Bécsben (2015)
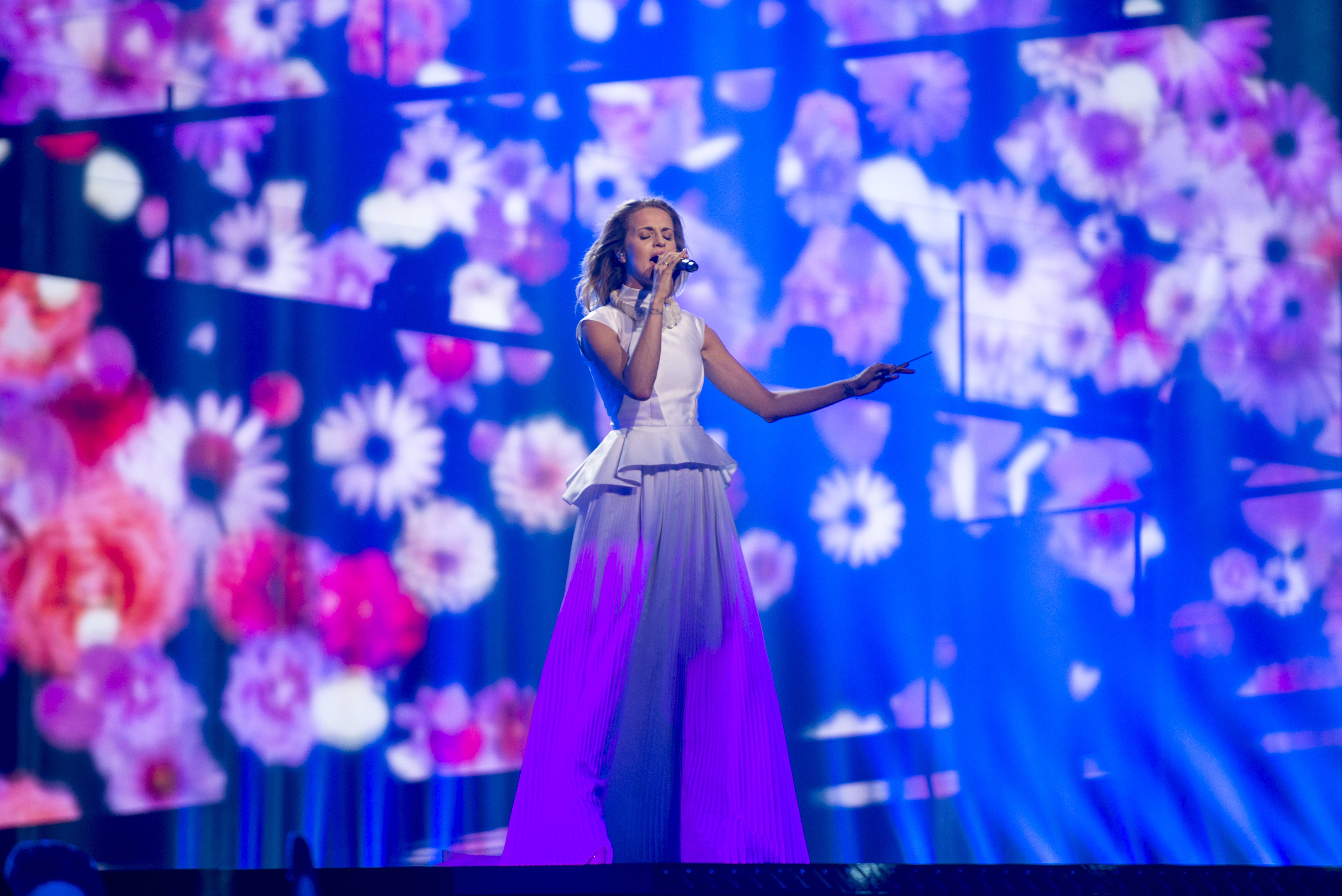
Gabriela Gunčíková Stockholmban (2016)
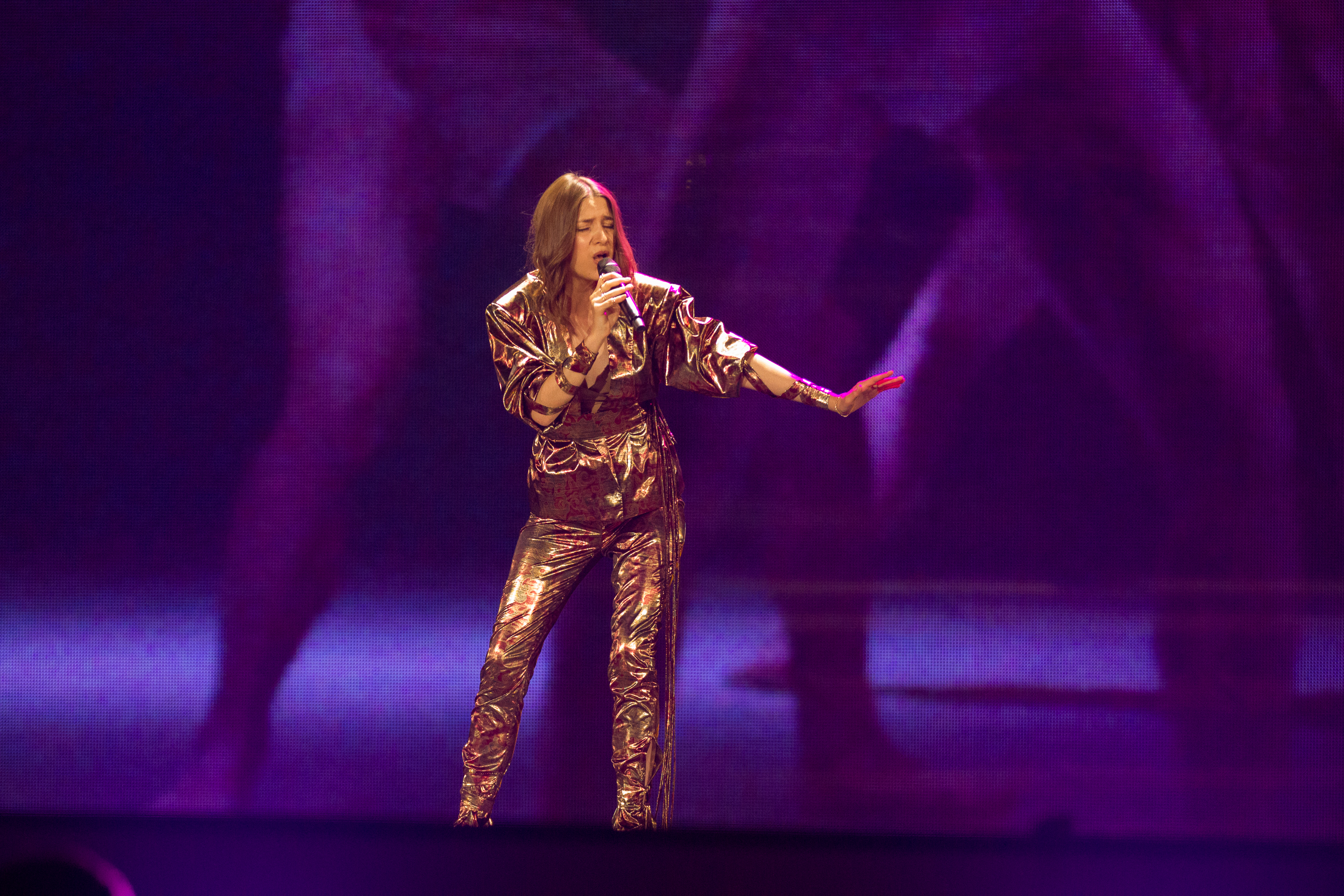
Martina Bárta Kijevben (2017)
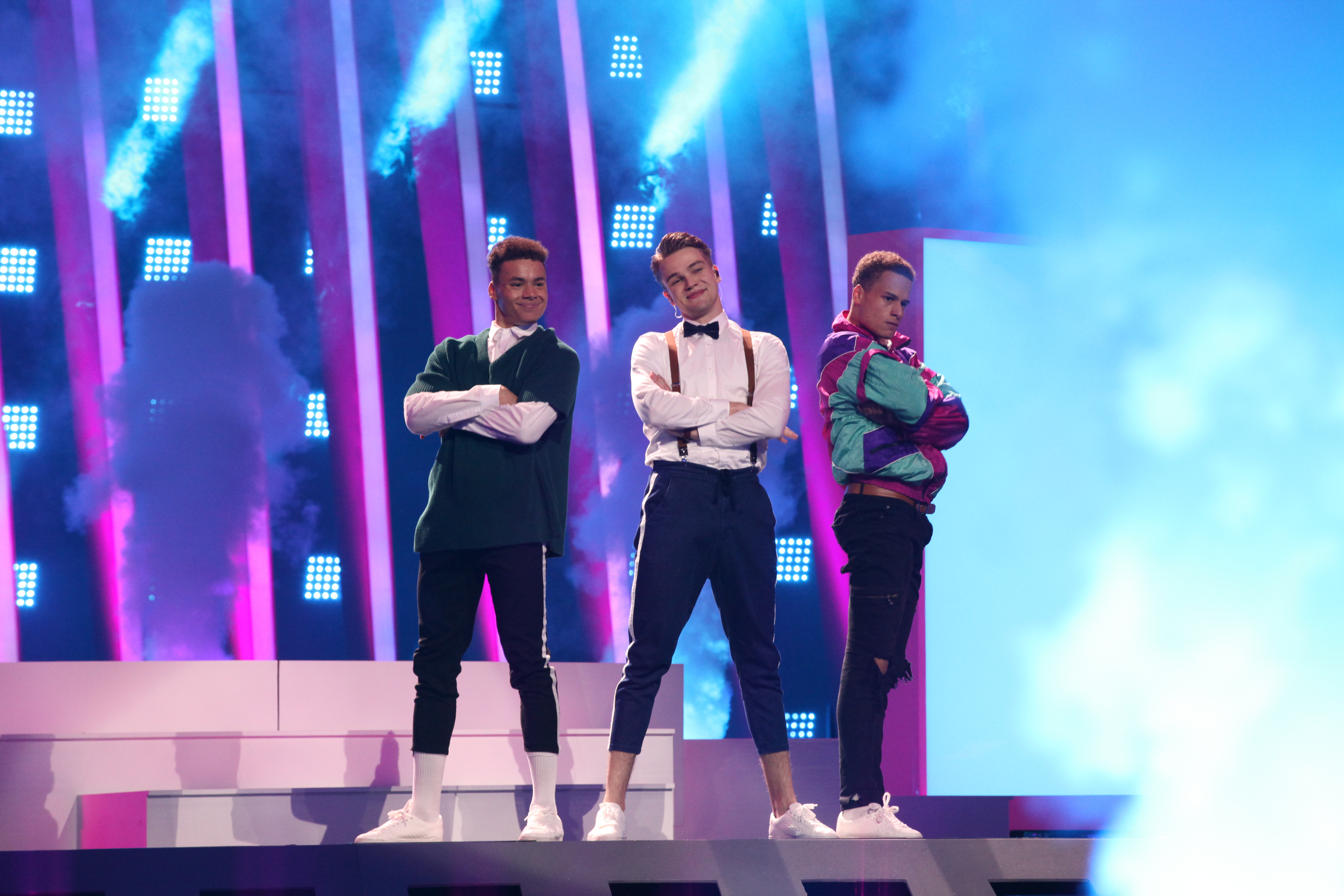
Mikolas Josef Lisszabonban (2018)
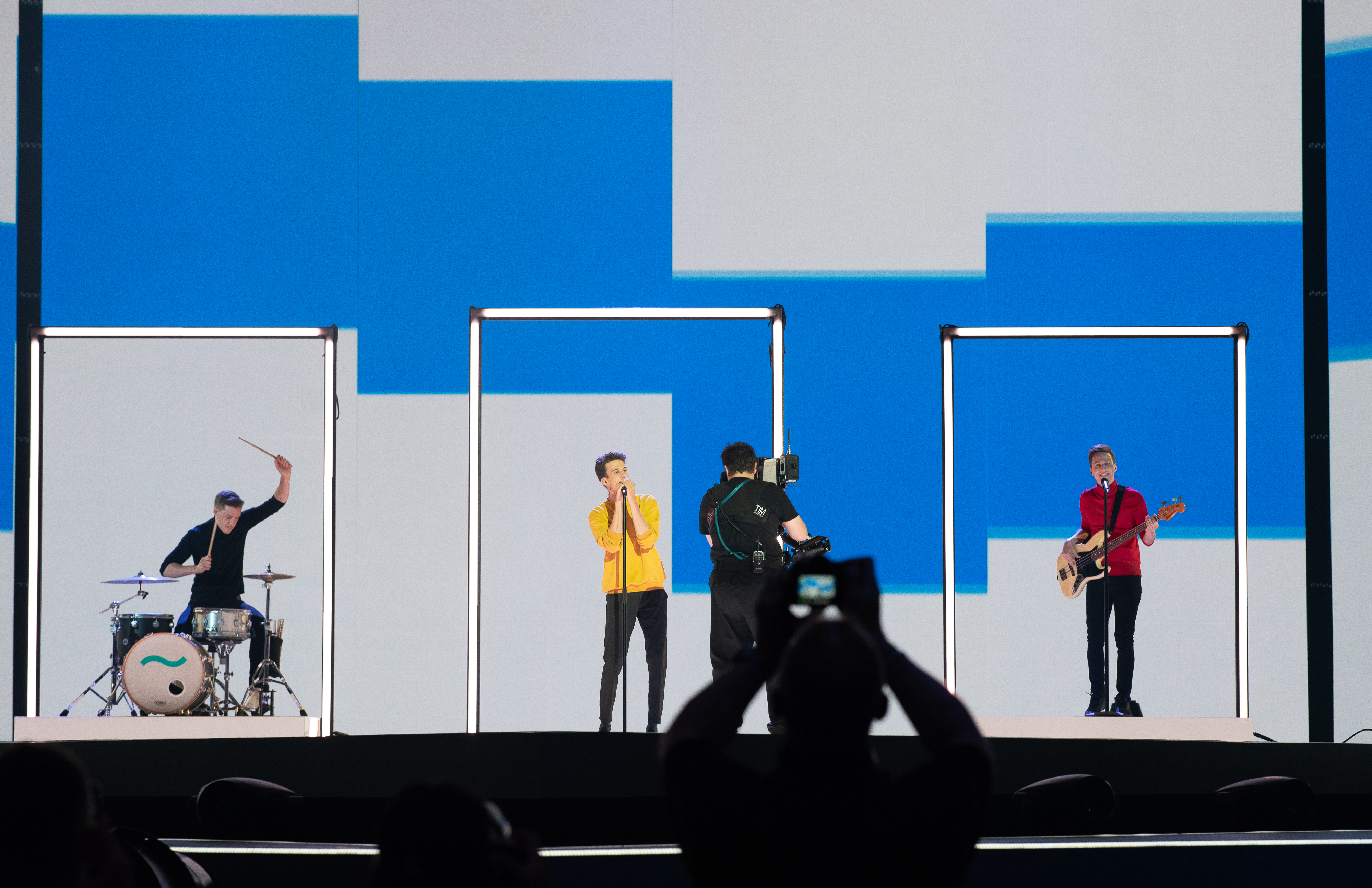
A Lake Malawi Tel-Avivban (2019)
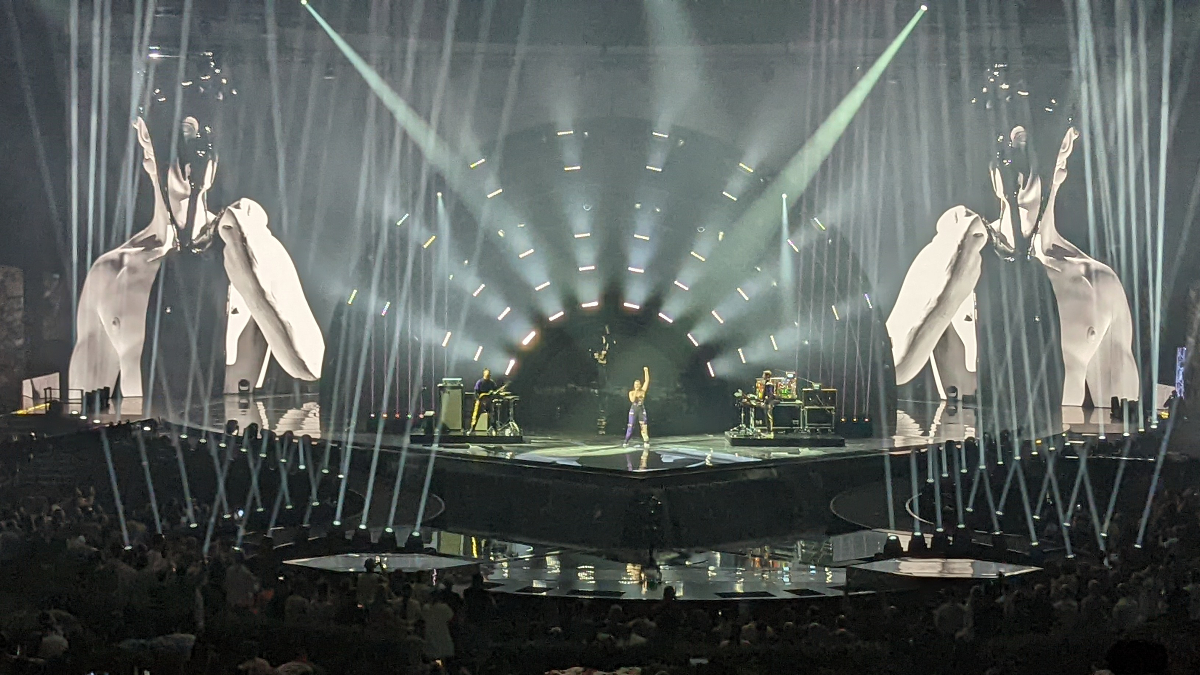
A We Are Domi Torinóban (2022)
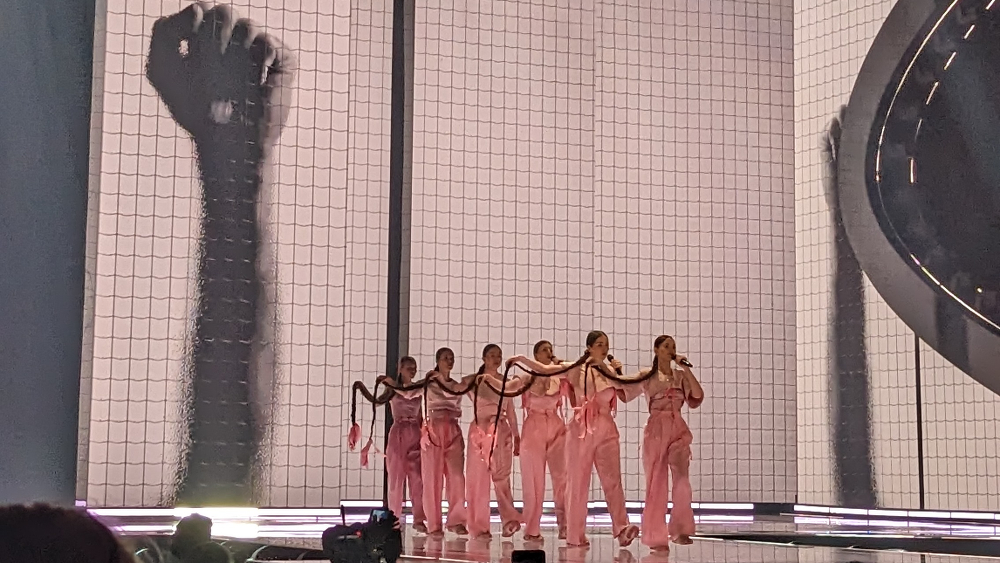
A Vesna Liverpoolban (2023)
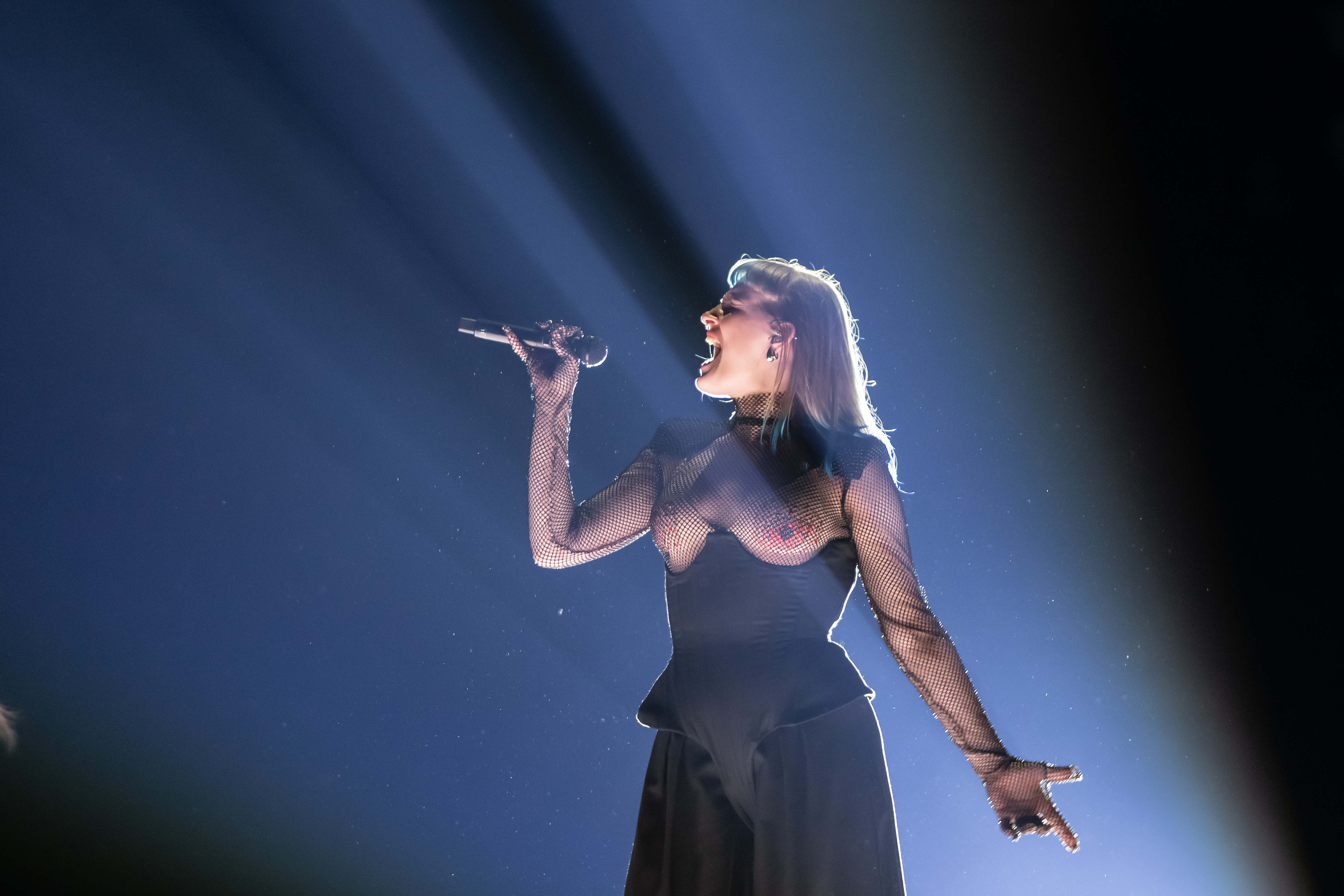
Aiko Malmőben (2024)
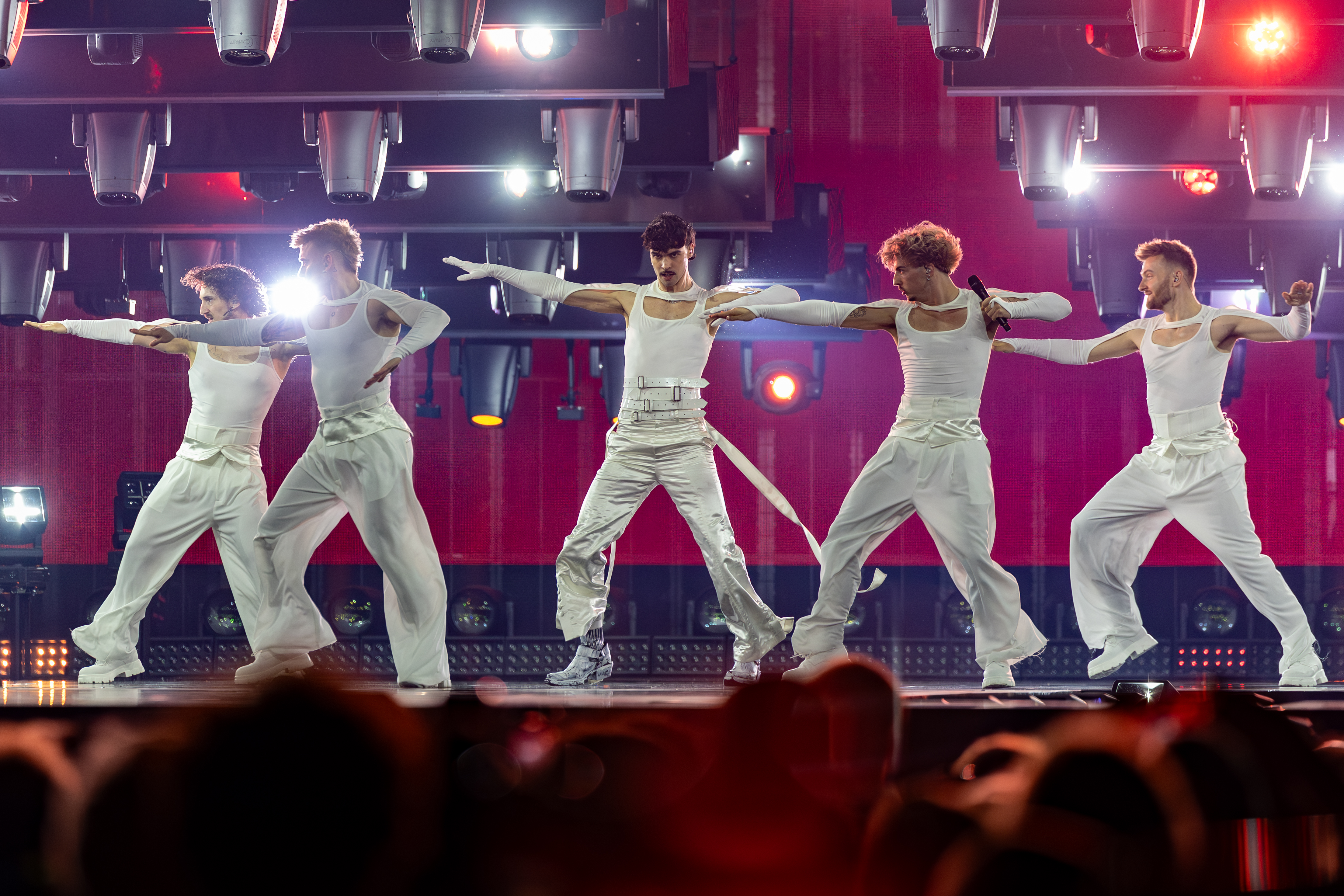
Adonxs Bázelben (2025)